# Stazione di Milano Repubblica
La stazione di Milano Repubblica è una fermata ferroviaria del passante ferroviario di Milano, ubicata in piazza della Repubblica nel quartiere del centro direzionale di Milano.

## Storia

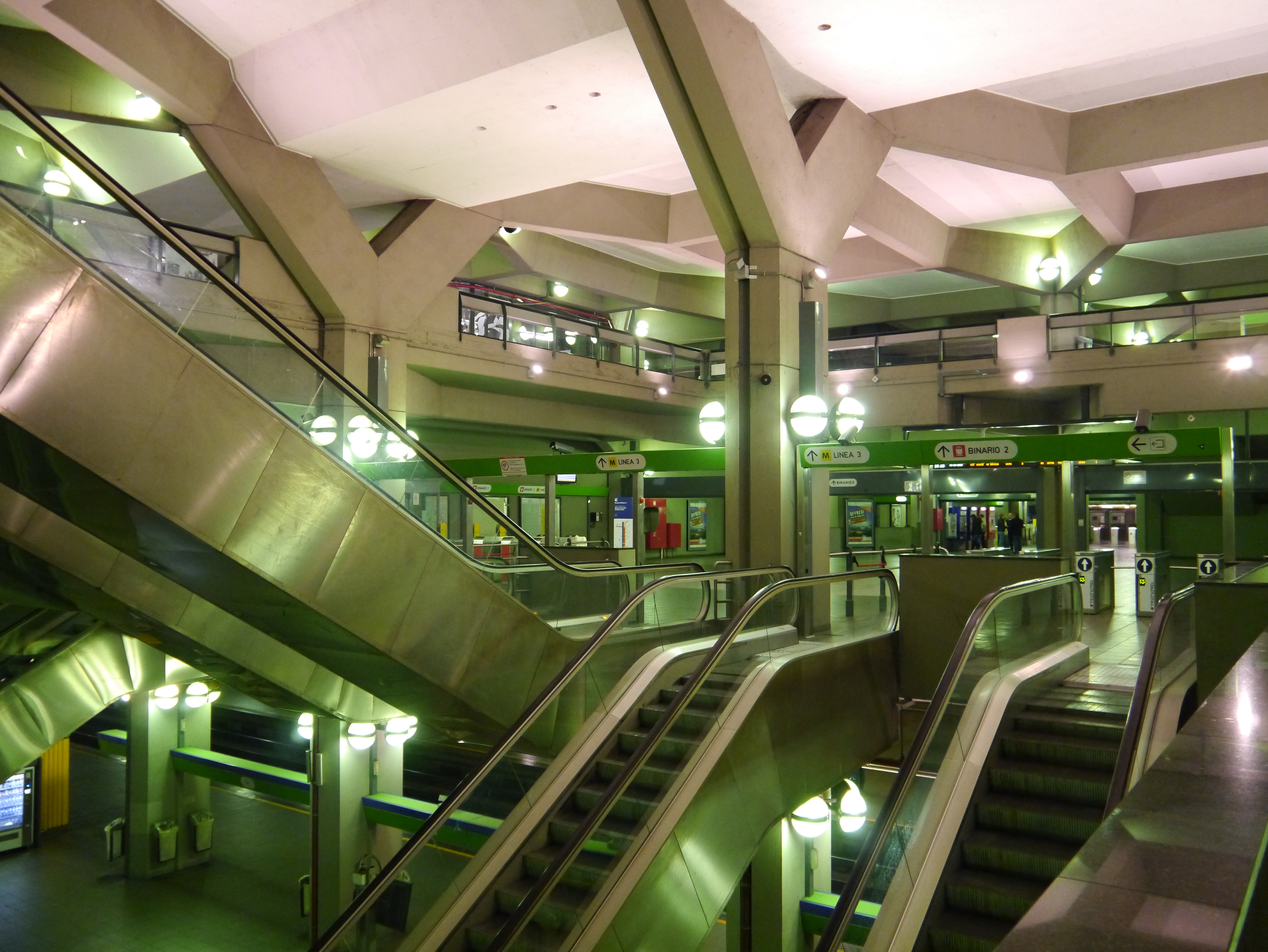
Vista interna

La stazione, che insiste sull'area della vecchia stazione di Milano Centrale (risalente al 1864) e si trova a breve distanza dalla stazione Centrale attuale (risalente al 1931), fu attivata il 21 dicembre 1997, come parte del primo tratto del passante ferroviario di Milano.
Il cantiere della stazione fu aperto nel 1984. Nel 1990 fu aperta la stazione della metropolitana, mentre l'area del passante è divenuta operativa solo nel 1997. Durante la realizzazione dell'opera numerosi ritardi hanno rallentato il completamento, soprattutto a causa dell'erogazione discontinua dei finanziamenti e delle numerose complessità tecnologiche derivanti dall'architettura così particolare.

## Strutture e impianti
Lo scalo è una fermata sotterranea a due binari, entrambi dotati di banchina laterale.

### Architettura
La struttura della stazione è stata progettata dall'architetto Angelo Mangiarotti e costruita tra gli anni ottanta e anni novanta.
Ha una struttura che fa uso di una speciale volta in prefabbricati di cemento ornati con incavità a forma di calotta sferica, i quali realizzano un arco insolitamente ampio e alto. Le cavità della volta sono studiate per smorzare le emissioni acustiche ed il rimbombo al passaggio dei convogli; in alcune di tali cavità, ad altezza di poco superiore a quella in cui la volta si raccorda con le pareti verticali e ad intervalli regolari, trovano posto le lampade per l'illuminazione, anch'esse di forma semisferica. Le pareti sono ricoperte da un rivestimento metallico di colore giallo-oro.
L'impianto è stato realizzato su tre livelli sotterranei:
- il primo è un mezzanino d'accesso che funge anche da sottopassaggio per l'attraversamento della piazza, ed è composto da un camminamento a balconata perimetrale che dà sul piano inferiore, aperto;
- il secondo è un salone di interscambio dove si trovano il collegamento con la metropolitana, le biglietterie ed i tornelli di ingresso. È uno dei più ampi spazi di questo genere in Italia, nonché uno dei più alti, insieme a quello della stazione "sorella" di Porta Venezia. È dominato all'interno da due imponenti piloni in cemento per il sostegno della volta nervata e da due coppie di rampe di scale mobili;
- il terzo piano interrato comprende le banchine, che sono poste all'esterno rispetto ai binari e non comunicanti. Le banchine sono lunghe 250 metri, secondo lo standard del passante.

La stazione è stata progettata prestando attenzione all'accessibilità, particolarmente per i passeggeri a mobilità ridotta. Vi sono pertanto ascensori dedicati e tornelli allargati per il passaggio delle carrozzine.
La presenza della Torre Breda a ridosso degli scavi ha rappresentato una sfida tecnica per i progettisti, dato che non era possibile effettuare un intervento così importante sulle fondazioni di un edificio in cemento alto 100 metri. Per evitare sbancamenti o danni alle fondazioni si è proceduto immediatamente a costruire una spessa parete di contenimento in calcestruzzo armato, a sostituzione del normale diaframma, e al consolidamento della fiancata degli scavi.

## Movimento
È servita dalle linee S1, S2, S5, S6, S12 ed S13 del servizio ferroviario suburbano. Tutte le linee hanno orari cadenzati, ciascuna con frequenza semioraria (S2 e S12 effettuano servizio solo nei giorni feriali), per una frequenza media di 5 minuti ogni treno.

## Interscambio
La stazione costituisce un importante interscambio con la linea M3 della metropolitana di Milano.
Nelle vicinanze della stazione effettuano fermata alcune linee urbane di superficie, tranviarie ed automobilistiche, gestite da ATM.
- Fermata metropolitana (Repubblica, linea M3)
- Fermata tram (Repubblica M3, linee 1, 9, e 33)
- Fermata autobus

## Servizi
- Biglietteria a sportello
- Biglietterie self-service attive 24/24
- Distributori automatici di snack e bevande
- Sala di attesa
- Posto di Polizia Ferroviaria
- Stazione video sorvegliata
- Servizi igienici